# Сина, Георг Симон фон
Георг Симон фон Сина (греч. Γεώργιος Σίνας, нем. Georg Simon von Sina; 20 ноября 1783, Ниш, Османская империя, — 18 мая 1856, Вена, Австрия) — австрийский предприниматель и банкир греческо-аромунского происхождения, барон. Меценат, финансировавший возведение многочисленных архитектурных памятников в Австрии и Греции.
Г. С. фон Сина происходил из состоятельной купеческой фамилии, торговавшей тканями. В Вену приехал в 1800 году вместе со своим отцом, Симоном Георгом Синасом. Фон Сина инвестировал капиталы семьи преимущественно в транспортные предприятия — финансировал создание пароходных обществ, железнодорожных компаний, строил мосты через Дунай, основал бумажные фабрики в районе Нёйзидлер-Зе (ныне — Moldi Group). В банковской сфере деятельности его главнейшим конкурентом было семейство Ротшильд.
В годы Наполеоновских войн Сина кредитовал австрийское правительство, за что впоследствии получил обширные земельные владения в Нижней Австрии, Венгрии, Чехии и Моравии. Поддерживал материально новообразованное в 1820-е годы Греческое государство, был послом Греции в Австрийской империи.
По заказам Г. С. фон Сины известный датский архитектор Теофил фон Хансен построил ряд великолепных общественных зданий в Афинах и в Вене, включая мавзолей греческого полководца Александра Ипсиланти.